# 熱中症
熱中症（ねっちゅうしょう、英: heat illness）とは、暑熱環境下においての人間の身体適応の障害によって起こる状態の総称である。人間以外の動物も同様な状態になる（「人間以外の例」参照）。
日常生活の中で起きる「非労作性熱中症（ひろうさせいねっちゅうしょう）」と、スポーツや仕事などの活動中に起きる「労作性熱中症（ろうさせいねっちゅうしょう）」に大別できる。また、高温での長風呂・サウナなどでは浴室熱中症（浴室内熱中症）となる場合もある。
日本において熱中症の定義は曖昧であり様々な定義が存在する、広義では暑熱障害の意味であり、狭義では最も重症な病態である熱射病と同じ意味で使われる場合がある。そのため様々な不都合が生じている、そこで日本医学会は2008年7月28日に熱中症定義を整理し熱中症を「暑熱障害による症状の総称」とし症状別に分類したがその定義も定着はしていなかった。2015年（平成27年）に日本救急医学会から『熱中症診療ガイドライン』が発表され、国内における基準となっている（「治療」参照）。

## 臨床像
本質的には、脱水による体温上昇と、脱水と体温上昇に伴う臓器血流低下と多臓器不全で、表面的な症状として主なものは、めまい、失神、頭痛、吐き気、強い眠気、気分が悪くなる、体温の異常な上昇、異常な発汗（または汗が出なくなる）などがある。熱中症の体温上昇は体温調節機構による制御が行き届かないことによる高体温（うつ熱）であり、感染症に対する防衛反応など中枢制御された体温上昇である「発熱」とは別のメカニズムによる。また、熱中症が原因で死亡することもある。特にIII度の熱中症においては致死率は30%に至るという統計もあり、発症した場合は程度によらず適切な措置を取る必要があるとされている。また死亡しなかったとしても、特に重症例では脳機能障害や腎臓障害の後遺症を残す場合がある。
屋内・屋外を問わず、高温・多湿が原因となって起こり得る。湿球黒球温度21 - 25℃あたりから要注意になる。日本の国立衛生研究所の資料によると、25℃あたりから患者が発生し（段階的に増え）、31℃を超えると急増する。
湿球黒球温度によるリスク度の判断は1954年、アメリカ海兵隊のサウスカロライナ州パリス・アイランド訓練所で導入された。

### 「暑さ指数」と「熱中症アラート」
この湿球黒球温度を日本では「暑さ指数」と呼び、これが33以上になると予想される日は環境省と気象庁が都道府県単位で熱中症アラートを発令しており、発令地域では外出自粛を呼びかける自治体もある。

## 分類

### 熱中症の重症度分類
| 分類                         | 症状 | 対応例 | 従来の分類      |
| ---------------------------- | --- | --- | --------------- |
| I度 （軽症）                 | 眼前暗黒、気分が悪い、手足の痺れ 四肢・腹筋の痙攣、こむら返り、筋肉痛、硬直 血圧低下、皮膚蒼白            | 日陰で休む 水分補給 衣服を緩めるとともに体を冷やす                                                                      | 熱痙攣、熱失神  |
| II度 （中等症）              | 強い疲労感、頭痛、吐き気、倦怠感 脱力感、大量発汗、頻脈、めまい、下痢                                     | 医療機関での治療（輸液）、管理                                                                                          | 熱疲労          |
| III度 （重症）               | 深部体温上昇 脳機能障害による意識混濁、譫妄状態、意識喪失 肝臓機能障害・腎臓機能障害 血液凝固障害         | 救急車で救命医療を行う医療施設に搬送して治療、管理                                                                      | 熱射病          |
| III度 （重症） (JAAM2024)    | Ⅳ度に該当しない従来のⅢ度                                                                                  | 入院治療の上、Active Coolingを含めた集学的治療                                                                          | Ⅲ度（JAAM2015） |
| IV度 （最重症） (JAAM2024)   | 深部体温 40.0℃以上かつ GCS(グラスゴー・コーマ・スケール)≦8                                                | Active Coolingを含めた早急な集学的治療                                                                                  | Ⅲ度（JAAM2015） |
| qIV度 (quick Ⅳ度) (JAAM2024) | 表面体温 40.0℃以上（もしくは皮膚に明らかな熱感あり）かつGCS ≦8（もしくは JCS ≧100）【深部体温の測定不要】 | 深部体温測定を行い、速やかに重症度を判断する。Ⅳ度と判断された場合、早急に Active Cooling を含めた集学的治療を実施する。 | ー              |

III度熱中症の診断基準は、
- 暑熱への曝露がある。
- 深部体温40℃以上または腋窩体温38℃以上[注 2]。
- 脳機能・肝臓機能・腎臓機能・血液凝固のいずれか一つでも異常徴候がある。

の3つを満たすもの。血液凝固は体温の過度の上昇によって体タンパク質が壊れて内出血をした結果、内出血を止めるために血液が凝固するために起こる。言い換えれば、熱射病になった後に起こる症状である。
| 日本語     | 日本語       | 日本語       | 英語                                                           | 備考                                                                                             |
| ---------- | ------------ | ------------ | -------------------------------------------------------------- | ------------------------------------------------------------------------------------------------ |
| 熱中症     | 熱中症       | 熱中症       | heat stress disorder, heat disorder ,heat illness, heat attack | 暑熱障害による症状の総称                                                                         |
| （軽症）   | 熱失神       | 熱失神       | heat syncope                                                   | 皮膚血管の拡張により血圧が低下し、脳血流が減少して起こる一過性の意識消失                         |
| （軽症）   | 【同】熱虚脱 | 【同】熱虚脱 | heat collapse                                                  | 皮膚血管の拡張により血圧が低下し、脳血流が減少して起こる一過性の意識消失                         |
| （軽症）   | 熱痙攣       | 熱痙攣       | heat cramp                                                     | 低Na血症による筋肉の痙攣が起こった状態                                                           |
| （中等症） | 熱疲労       | 熱疲労       | heat exhaustion, heat prostration                              | 大量の汗により脱水状態となり、全身倦怠感、脱力、めまい、頭痛、吐気、下痢などの症状が出現する状態 |
| （重症）   | 熱射病       | 熱射病       | heat stroke, heatstroke                                        | 体温上昇のため中枢神経機能が異常を来たした状態                                                   |
| （重症）   |              | 日射病       | sunstroke                                                      | 上記の中で太陽光が原因で起こるもの                                                               |

### 熱中症の種類（国際分類）
|        | 重症度 | 意識       | 体温   | 皮膚   | 発汗  |
| ------ | ------ | ---------- | ------ | ------ | ----- |
| 熱失神 | Ⅰ度    | 消失       | 正常   | 正常   | （+） |
| 熱痙攣 | Ⅰ度    | 正常       | 正常   | 正常   | （+） |
| 熱疲労 | Ⅱ度    | 正常       | 〜 39℃ | 冷たい | （+） |
| 熱射病 | Ⅲ度    | 高度な障害 | 40℃〜  | 高温   | （-） |

病態生理学に基づいた国際分類では下記のような用語が用いられている。

#### 熱失神（heat syncope）
熱失神（ねつしっしん、英：heat syncope）。
原因
直射日光の下での長時間行動や高温多湿の室内で起きる。発汗による脱水と末端血管の拡張によって、脳への血液の循環量が減少した時に発生する。
症状
突然の意識の消失で発症する。体温は正常であることが多く、発汗が見られ、脈拍は徐脈を呈する。
治療
輸液と冷却療法を行う。
分類
I度

#### 熱痙攣（heat cramps）
熱痙攣（ねつけいれん、英：heat cramps）。
原因
大量の発汗後に水分のみを補給して、塩分やミネラルが不足した場合に発生する。
症状
突然の不随意性有痛性痙攣と硬直で生じる。体温は正常であることが多く、発汗が見られる。
治療
経口補水液（水1Lに対し砂糖40g、食塩 3g）や、生理食塩水以下の濃度の食塩水（～0.9%)の投与を行う。
分類
I度

#### 熱疲労（heat exhaustion）
熱疲労（ねつひろう、英：heat exhaustion）。
原因
多量の発汗に水分・塩分補給が追いつかず、脱水症状になった時に発生する。
症状
症状はさまざまで、直腸温は39℃程度まで上昇するが、皮膚は冷たく、発汗が見られる。
治療
輸液と冷却療法を行う。
分類
II度

#### 熱射病（heat stroke）
熱射病（ねっしゃびょう、英：heat stroke）。
かつては高温多湿の作業環境で発症するものを「熱射病」、日光の直射で発症するものを「日射病（にっしゃびょう、英：sun stroke）」と言い分けていた。その発症メカニズムは全く同等のものであり、最近では「熱射病」に統一されつつある。
原因
視床下部の温熱中枢まで障害されたときに、体温調節機能が喪失されることにより生じる。
症状
高度の意識障害が発生し、体温が40℃以上まで上昇し、発汗は見られず、皮膚は乾燥している。
治療
死の危険性のある緊急事態であり、緊急入院で速やかに冷却療法、人工透析、輸液を行う。
分類
III度
Bouchama基準
世界的には2002 年のNew England Journal of Medicine で示されたBouchama基準（軽症群を Heat exhaustion（軽症）、重症群をHeat stroke（重症）と呼称）が標準になっている。

## 原因

### 環境
- 前日より急に温度が上昇した日。
- 温度がそれほど高くなくても、多湿であれば起こりやすい（汗による蒸散ができず、体内の熱を発散できなくなるため）。
- 涼しい室内にいた人が、急に外に出て作業した場合（暑さに慣れていないため）。
- 作業日程の初日 - 数日間が発症しやすい。
- 安全上の理由で薄着になることが困難な工事現場、製造業、災害救助現場など[24][15]、長時間にわたる屋外でのスポーツや行動、屋内でも防具や厚手の衣服での行動[25]。
- 時間帯 - 統計的にかかりやすい時間帯は、午前中では10時頃、午後では1時から2時頃に発症件数が多い、
- 季節 - 梅雨明け後、7月、そして特に8月に多い。ただし「涼しい環境で」「練習を始めて間もない短時間」「軽い運動」でも熱中症は発生する[26]。
- サウナ[27]
- 水温と気温の合計が65℃を超えるプール[28]。
- 保護者の過失 - 何らかの理由で子供を高温になる可能性が高い自動車車内などに置き去りにして発症する例がある。日本ではパチンコ屋駐車場などでの置き去り例が注目される[29]が、アメリカ合衆国などでも保護者が子供を乗せていたことを忘れる等により熱中症死する事例が少なからず発生している[30]。
- 猛暑日における復旧困難な広域大規模停電による空調機器の停止[31]。
- マスクをしたままの生活でも熱中症になるといわれる[32]。
- 道路は日射の反射と蓄熱により厳しい環境となる。特に遮熱性舗装の道路は熱を反射し路面温度を上げない反面、反射した熱が歩行者に厳しい環境を作り出すため熱中症の危険性が増加する[33][34]。

### 素因
- おおむね10歳未満の子供
- 障害者
- 65歳以上の高齢者[15]
- 肥満者
- 脱水傾向にある人（下痢等）
- 発熱のある人
- 先天性無痛無汗症など発汗不良によりうまく体温が下げられない人
- 頭熱足寒の人 - 足下が冷え、知らぬ間に体の芯が冷え切って発汗による体温調節ができないため、上半身が高温になり、脳細胞が40℃以上になると機能しなくなり、熱中症で倒れる[信頼性の低い医学の情報源？][35]。
- 睡眠不足[36]
- 遺伝的素因…「CPT-2」と呼ばれるエネルギー代謝・産生に関係する酵素に、特定のSNPを持つと、40℃以上の高体温でのエネルギー代謝（ATP生産）がうまくいかなくなり細胞の機能不全に繋がる。インフルエンザ脳症も同様のSNPで発症しやすい[信頼性の低い医学の情報源？][37]。
- 予防策に関する知識が不十分なことによる死亡事故も発生している[26]。

## 予防
根本的には環境温度を熱中症を発症する温度以下にすることである。しかし、熱中症を発症の危険性がある温度環境下で過ごす場合は、人に対する対策が必要である。
特に運動中に際して冷たい飲み物を飲み、極端な運動を避け、涼しい風呂やシャワー、体に水をかける、明るい色のゆるい服装、熱い時間帯の直射日光を避け、酒の飲みすぎを避ける。
外気温が35度を超えると、外部から熱も入ってくるようになる。水分を摂るのは、人間は汗を出して体温調整しているので水分が必要になるということである。28度というのはあくまで室内温度の目安であって、エアコンの設定温度のことではなく、設定した温度にならないこともあれば、28度でも西日が入り暑いということもある。
厚生労働省による『H27熱中症予防リーフレット』などによれば、下記の例が予防策として上げられている。
暑さを避ける。
- 屋内では、扇風機、エアコンで室温を28℃以下に調整する。
  - 多湿が予想される場合は換気などで除湿する。

- 遮光カーテン、簾（すだれ）、打ち水などにより室内に侵入する熱を軽減する。
- 屋外（外出時）では、日傘、帽子の利用。
- 通気性、吸湿性、速乾性の良い衣服の着用。
- 危険性の高い時間帯の外出を抑制する。
- 保冷剤、水、冷たいタオルなどで身体を冷やす。
  - 車中に子供や老人、ペットなどを置き去りにしない。夏場であれば15分程度であっても死の危険を伴う。
  - 洗面器に水を貯めて、5分ほど手・足を水につける（氷水は手足の毛細血管を収縮させてしまい深部体温の熱交換効率が低下する）。
  - 適温でのシャワー・風呂を小まめに行う。

こまめに水分と塩分の補給をする。
室内、室外問わず喉の渇きを感じなくても水分、塩分、経口補水液など補給をする。食塩補給源の例として、梅昆布茶、味噌汁、梅干し、煎餅、食塩を含む飴など。但し、電解質を含まない水分だけを補給した場合、低ナトリウム血症を起こすことがある。経口摂取する塩水の濃度上限としてはおよそ生理食塩水（水1リットル、塩9グラム)程度である。
水分は一気飲みせずに、小分けにして飲用する。
運動時における予防策として日本体育協会により下表のような「熱中症予防のための運動指針」が掲げられている。
| 湿球黒球温度 （WBGT） | 湿球温度 （℃） | 乾球温度 （℃） | 熱中症予防のための運動指針 | 熱中症予防のための運動指針                                                                                     |
| --------------------- | -------------- | -------------- | -------------------------- | --- |
| 31 -                  | 27 -           | 35 -           | 運動は原則中止             | 特別の場合以外は禁止。 特に子供の場合は中止すべき。                                                            |
| 28 - 31               | 24 - 27        | 31 - 35        | 厳重警戒 激運動中止        | 激しい運動や持久走などは避ける。 積極的に休憩を取り、水分補給。 体力の無い者、暑さに慣れていない者は運動中止。 |
| 25 - 28               | 21 - 24        | 28 - 31        | 警戒 積極的休憩            | 積極的に休息をとり、水分補給。 激しい運動では、30分おきぐらいに休息。                                          |
| 21 - 25               | 18 - 21        | 24 - 28        | 注意 積極的水分補給        | 死亡事故が発生する可能性がある。 熱中症の兆候に注意。運動の合間に水分と塩分を補給。                            |
| - 21                  | - 18           | - 24           | ほぼ安全 適宜水分補給      | 通常は熱中症の危険は小さいが、適宜水分補給を行う。 市民マラソンなどではこの条件でも要注意。                    |

1. 環境条件の評価には暑さ指数(WBGT)が望ましい。
2. 乾球温度を用いる場合には、湿度に注意する。湿度が高ければ、1ランク厳しい環境条件の運動指針を適用する。

利尿作用のあるものをむやみに摂取しない。
茶やビールは利尿作用があるため、これらを摂取しすぎると排泄を頻繁にすることになり、水分不足につながりやすい。

### 暑熱馴化
上記のようにその場その場で周囲の温度や体温が過度に上がらないようにしたり、水分補給や休息を心掛けたりする以外に、夏に向けて身体を暑さに慣らしておく「暑熱順化」（暑熱馴化）も有効である。具体的にはややきつめの運動を毎日30分程度、数日間から2週間続けることで、発汗により体内の熱を逃がしやすくする。暑熱順化は長い期間行わずに休み続けると元の体質に戻るため、その場合は再度暑熱順化のための時間を設けて慣らす必要がある。

### 尿の色による脱水状態の把握
脱水尿色チャートを使うと、尿の色によって簡易的に脱水状態を知ることができる。
| 状態     | 水分摂取の行動                                                                                      |
| -------- | --------------------------------------------------------------------------------------------------- |
| 問題無し | 普段通りに水分摂取                                                                                  |
| 問題無し | コップ1杯の水分を摂取                                                                               |
| 脱水     | 1時間以内に 250ml の水分を摂取 屋外あるいは発汗していれば 500ml の水分を摂取                        |
| 脱水     | 今すぐ 250ml の水分を摂取 屋外あるいは発汗していれば 500ml の水分を摂取                             |
| 脱水     | 今すぐ 1000ml の水分を摂取 この色より濃い、あるいは「赤色」「茶色」が混ざっていたら直ちに医療機関へ |

※厚生労働省 職場の安全サイト「尿の色で脱水症状チェック」の記載を参考（表示環境によって色調が異なる）。

### 職場における対策強化
2023年（令和5年）4月からの5年間を計画期間とする「第14次労働災害防止計画」においては、アウトプット指標として「熱中症災害防止のために暑さ指数を把握し活用している事業場の割合を2023年と比較して2027年までに増加させる。」、アウトカム指標として「増加が見込まれる熱中症による死亡者数の増加率を第13次労働災害防止計画期間と比較して減少させる。」ことが謳われている。
2025年（令和7年）6月1日の改正労働安全衛生規則の施行により、事業者に熱中症対策の体制整備、手順作成、関係者への周知等が義務化されることとなった。対象となるのは「WBGT28度以上または気温31度以上の環境下で連続1時間以上または1日4時間を超えて実施が見込まれる作業」である。具体的には、
- 熱中症の自覚症状がある作業者や熱中症のおそれがある作業者を見つけた者がその旨を報告するための体制整備及び関係作業者への周知
- 熱中症のおそれがある労働者を把握した場合に迅速かつ的確な判断が可能となるよう、以下の事項の作成及び関係作業者への周知
  - 事業場における緊急連絡網、緊急搬送先の連絡先及び所在地等
  - 作業離脱、身体冷却、医療機関への搬送等熱中症による重篤化を防止するために必要な措置の実施手順

## 治療

### 現場での措置
- 環境改善（冷却）と安静 - 重要なことは身体を冷やすことである。直射日光が当たる場所で不調を訴えた場合は速やかに近場の空調がある部屋や自動車内、日陰・木陰に移動させて衣服をゆるめ、安静にさせる[58]。太い血管のある首、両脇、足の付け根の冷却が効果的[59]。また、体表面に水を付け気化熱を利用し体温を下げる方法もある[10]。動脈にアイスパックを当てる方法は効果が薄く、氷風呂（英語版）に全身をつけるのが効果的で、過冷却が心配な場合は5分程度でも効果があるとされる[60][61]。
- 水分と塩分の補給 - 意識が明瞭ならば、0.5-0.9%程度の食塩水、経口補水液、スポーツドリンク などで水分を補給する。0.9%程度の食塩水は血液の塩分濃度を薄めず急速補充しても体に対するダメージが少ない。ただし、発汗水量に対しては塩分過剰となるため発汗に対する平常時予防的投与としては0.1-0.2％の塩水が望ましい。スポーツドリンクでは糖分が多く、電解質が不足する[62]ことが多い。また意識混濁の場合は口に入れたものが気管・肺に入るおそれがあるので中止する[63]。更に、糖分の多いスポーツドリンク風清涼飲料水を大量に飲んだ場合は、ペットボトル症候群を発症する危険性がある[64]。
- 痙攣、意識不明や混濁症状を呈する場合は速やかに救急車を呼ぶ[65]。意識のある場合は上記の応急処置を行うが、水分の自力補給が行えない場合は、医療機関での診察が必要である[62][65]。
- 水分の自力補給が行えても、手足の痺れ、吐き気、疲労感などの症状が解消しない場合は、医療機関での診察が推奨される[63]。

### 鑑別疾患
鑑別が必要な疾患として注意が必要なのは糖尿病、高血圧の既往歴を有する場合で、低血糖発作、心筋梗塞や脳梗塞などの血管梗塞の症状を誤認して適切な対応が遅れる例が報告されている。

### 医療機関における治療
全身の冷却が行われる。応急処置として体表面体温の低下のために冷却輸液、氷嚢や蒸散冷却、胃洗浄などが用いられる。同時に脱水、脱塩を補正し、血液中の電解質バランスを正常にするための輸液、人工透析も行われる。
2015年（平成27年）に日本救急医学会から『熱中症診療ガイドライン2015』が発表された。前述「熱中症の重症度分類」表 II度とIII度は医療現場での対処が行われ、中枢神経症状、肝・腎機能障害、血液凝固異常などの臓器障害を呈しているならば入院治療が必要となる。更に、基礎疾患の既往、服用薬歴、意識レベル、自力歩行の可否、食事の摂取状況などさまざまな視点から治療方針の判断が行われる。特に、III度重症患者では短時間で深部体温を平常体温にまで下げる必要があるため、水冷式のジェルパッド、心停止後症候群治療時に使用される低体温療法用装置、血管内冷却カテーテルが用いられ、有効性が報告されている。
2024年（令和6年）に改訂版の『熱中症診療ガイドライン2024』が発表された。
重症度分類では、Ⅰ～Ⅲ度の診療アルゴリズムについては、熱中症診療ガイドライン2015 を踏襲しつつ、新たにⅣ度が追加され、また表面体温だけでも迅速に対応するきっかけとなるよう、qⅣ度も併せて提唱された（対してⅣ度は深部体温にて定義される）。重症度分類2015において、Ⅲ度（2015）に分類されるものには、軽度の意識障害（JCS≧2）から DIC を含めた多臓器不全までが含まれており、その程度は幅広い。そのため、同じⅢ度（2015）の重症度であっても、その程度に応じて必要な治療が異なってくる可能性があり、2024版ではⅣ度が設定された。
また、熱中症診療ガイドライン2015では、「体温管理」「体内冷却」「体外冷却」「血管内冷却」「従来の冷却法（氷囊、蒸散冷却、水冷式ブランケット）」「ゲルパッド法」「ラップ法」などと記載されていたが、2024では、何らかの方法で熱中症患者の身体を冷却することを、「Active Cooling」として、包括的な記載に統一した。
Active Cooling：何らかの方法で、熱中症患者の身体を冷却すること。ただし、Passive Cooling（冷蔵庫に保管していた輸液製剤を投与することや、クーラーや日陰の涼しい部屋で休憩すること）は含まない。

### 予後
重度の熱中症になった場合、深部体温が上がって高発熱状態になった段階で徐々に脳細胞が死滅するとされる。仮に救命できたとしても、間脳の視床下部に存在する体温調節中枢に永久的な障害を残す場合もある。もしも体温調節中枢に障害が残ると、以後、極端な高温や低温に対する耐性が低くなる。この他、幻覚、視力低下、構音障害（吃り、呂律が回らない）、運動障害、意識障害、肝機能低下、痙攣などの後遺症が残った例もある。一度死滅した脳細胞が再生することはないため、全快の見込みはほぼ望めない。

## 疫学

### 日本
日本では、年々増加傾向にある。消防庁によると、2018年(平成30年)4月30日-9月30日の約5カ月間の熱中症による救急搬送者は9万5073人で、過去最多であった。
- 2007年（平成19年）の死亡者は904名だった[71]との報告もあるが、調査を行った機関により数値のばらつきがあることが報告されている[73]。
- 6 - 9月の熱中症による救急搬送者数（全国）[74]
  - 2010年 (平成22年): 56,119名
  - 2013年 (平成25年): 58,729名

発症者を年齢層別で見てみると65歳以上の人が半数以上で、年齢が高いほど発症率が増している。
年齢帯ごとに発生が多い場所（特徴的な場所）は次のとおり。
- 7 - 18歳：学校（特に運動中）[71]
- 19 - 39歳および40 - 64歳：屋外での作業中を中心とするが比較的多様な場所で発生[71]
- 65歳以上：自宅（居室）[71]

日本において、熱中症については厚生労働省、文部科学省、環境省でそれぞれ指導・対策が公表されている。

### 熱帯地方
高温多湿地域であるアフリカ大陸ギニア出身のオスマン・サンコンは、「『熱中症』に該当する症状はギニアで聞いたことがなく、日本に来て初めて知った」と発言した（2013年）。しかしながら、2024年の研究報告では、ギニアを含む熱帯アフリカ地域において過去に行われた研究100件のデータを解析したところ、この地域での高気温は、脱水症状、不快感、熱中症などの罹患率や、それらによる死亡との関連は明らかであるとしている）。
インドでは南部を中心に、毎年、熱中症による死者が数百人の規模で発生する。2015年5月、テランガーナ州、アーンドラ・プラデーシュ州では過去20年来最悪の熱波に襲われ、1,800人以上の死者を出した。

## 事例

### 職業別死傷者数
|              |              |  |     |     |
| 建設業       | 建設業       |  | 759 | 759 |
| 製造業       | 製造業       |  | 701 | 701 |
| 運輸業       | 運輸業       |  | 492 | 492 |
| 商業         | 商業         |  | 335 | 335 |
| 警備業       | 警備業       |  | 289 | 289 |
| 清掃・屠畜業 | 清掃・屠畜業 |  | 234 | 234 |
| 農業         | 農業         |  | 94  | 94  |
| 林業         | 林業         |  | 40  | 40  |
| その他       | その他       |  | 533 | 533 |

厚生労働省の集計によると、熱中症による職業別死傷者数（2015～2019年合計）は以下のように建設業と製造業が多くなっている。

### 学校管理下
- 東京都教育委員会の資料によると、学校管理下においては、運動部活動によるものが72.1%で最も多く、次いで「体育的行事」が12.9%[82]。番外で炎天下で行われる小学校低学年児童生徒の校外活動（後述）。
- 年長者や大人と違い、低身長の低学年児童生徒などは炎天下における輻射熱の曝露も大きく疲労も早く発症しやすい。
- スポーツの種類別に着目すると、学校管理下の運動部活動では野球が最も多く[83]、次いでサッカー、テニスの順に多いとされた[82]。なお男女別に見てみると、男子では野球、サッカー、テニスの順であるが、女子ではテニスが最も多く、次いでバスケットボール、さらに次いでバレーボールとソフトボールが並ぶ[82]。死亡事故でも野球が最多であり、ラグビーやサッカーも多い[84]。
- スクールバスに置き去りにされた幼児が熱中症で死亡する事件も発生している。

#### 学校部活動での発症例
- 2000年（平成12年）6月、神奈川県川崎市の中学校の野球部で死亡事故。

- 2007年（平成19年）5月、兵庫県たつの市の高校女子テニス部でランニング練習中に2年生部員が倒れ、低酸素脳症で寝たきり。

- 2009年（平成21年）8月、大分県竹田市、茨城県水戸市の高等学校の剣道部で相次いで死亡事故。

- 2011年（平成23年）6月、徳島県阿波市の高等学校の野球部で死亡事故。

- 2018年（平成30年）7月、愛知県豊田市の小学校の校外学習後に死亡事故。

- 2023年（令和５年）7月、山形県米沢市の中学校の女子生徒が、部活からの自転車での帰宅途中に熱中症になり路上に倒れ、そのまま死亡

#### 判例
- 平成22(2010)(ワ)222 損害賠償請求事件 平成25年(2013年)3月21日 大分地方裁判所[85]
- 事件番号 平成26年(2014年)(ネ)第668号 平成27年(2015年)1月22日 大阪高等裁判所
- 損害賠償請求事件 事件番号 平成25(2013年)(ワ)5530] 平成28年(2016年)5月24日 大阪地方裁判所[86][注 5]

#### 日本国外
- 1912年のストックホルムオリンピックのマラソン競技に出場した金栗四三は、現地までの移動や不手際による疲労と40度の高温により熱中症で倒れ棄権している。
- 2014年、アメリカ合衆国ジョージア州で1歳の子供が自動車に置き去りにされて熱中症のため死亡した事件では、検察側が父親が結婚と子育ての重圧から逃れようとして子供を殺害したと主張。父親は一時有罪判決を受けた[87]。
- 2019年、アメリカ合衆国ジョージア州の女子生徒がバスケットボールの授業後に熱中症のため死亡。遺族側は指導者が熱中症予防の安全対策を怠ったとして裁判を起こした。2022年11月29日、同州ジョーンズボロのクレイトン郡教育委員会が1000万ドルを支払うことで和解が成立。なお、指導者2人は別途、殺人などの罪で起訴されている[88]。

## 人間以外の例
イヌは汗腺が少ないため、日本においては、特に5月から10月にかけて熱中症にかかりやすい。散歩の際には地面から体までの距離が人よりも近く、舗装道路からの反射熱がイヌに大きな影響を及ぼすため、注意が必要である。
ラクダは乾燥地帯の気候に順応しているが湿潤環境には弱く、日本で熱中症となった事例もある。
ウマは寒冷地に生息する動物であり、基礎体温が37〜38度と高く筋肉量も多いため、高温多湿な気候では熱中症になりやすく死亡事例（アスクビクターモアなど）もある。ハードバージが晩年の使役馬時代に過酷なホースショーで熱中症になり死亡したことがきっかけで、競走馬の養老施設や助成制度（功労馬繋養展示事業）が作られる契機となった。
2019年8月には、奈良の鹿が熱中症になって保護された。
熱さによるスマートフォンの故障の原因を「スマホ熱中症」と名称付け、いくつかのメディアが報じた。